# Station Howth Junction
Station Howth Junction & Donaghmede is een treinstation in Donaghmede in Dublin. Het ligt aan de lijn Dublin - Belfast en aan de noordelijke tak van DART. De naam geeft aan dat de DARTlijn hier splitst. De hoofdlijn loopt door richting Malahide, een zijtak gaat naar Howth.  
Naar Dublin rijdt ieder half uur een DART-trein. Daarnaast stoppen sommige forensentreinen uit Drogheda in Howth Junction. In noordelijke richting rijden de meeste treinen tot Malahide, een enkele trein rijdt tot Drogheda. Richting Howth vertrekt ieder half uur een trein.